# 奇亚玛卡·恩纳多齐耶
奇亚玛卡·辛西娅·恩纳多齐耶（英語：Chiamaka Cynthia Nnadozie；2000年12月8日—），尼日利亚女子足球运动员，司职守门员，目前效力于巴黎足球俱乐部和尼日利亚国家女子足球队。她曾代表尼日利亚参加2024年夏季奥林匹克运动会女子足球比赛。